# Coomologia de Dolbeault
Em matemática, em particular em geometria algébrica e geometria diferencial, a cohomologia de Dolbeault, em homenagem a Pierre Dolbeault, é um análogo da cohomologia de Rham para variedades complexas.   Seja M um variedade complexa. Em seguida, os grupos de cohomologia de Dolbeault Hp,q(M,C) dependem de um par de inteiros p e q e são realizados como um sub-quociente do espaço de formas diferenciais complexas de grau (p, q)